# Cementerio de mascotas

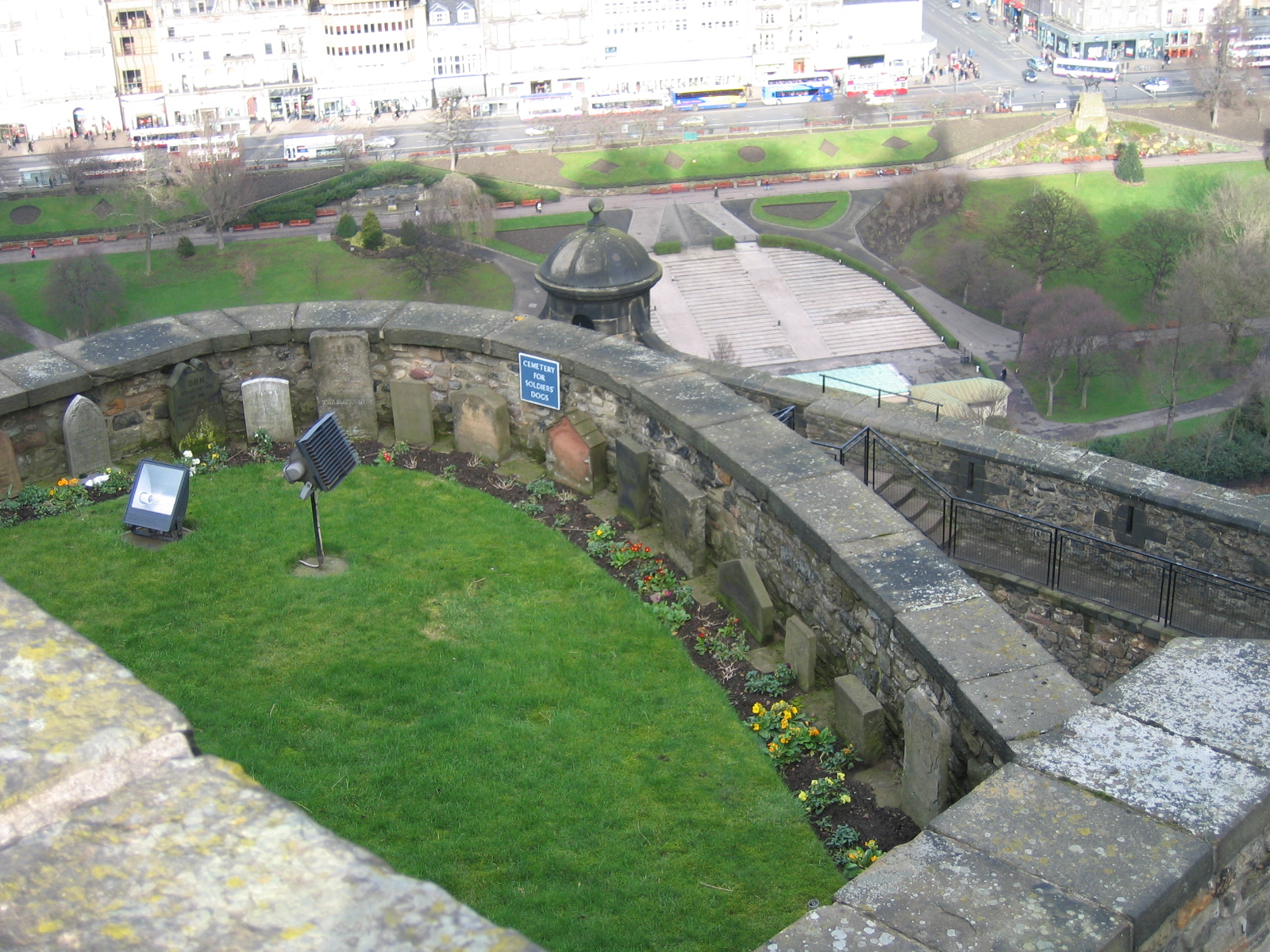
Cementerio de perros en el Castillo de Edimburgo.

Un cementerio de mascotas es un panteón para animales. En diversas culturas se acostumbra enterrar los restos de animales, muchas veces por motivos higiénicos y otras por razones personales. Los animales domésticos de compañía con importancia emocional para el dueño, suelen ser enterrados de manera ceremonial, ya sea en la propiedad del amo o en un cementerio para mascotas, utilizados con este fin.
Se sabe que en el Antiguo Egipto se momificaban y enterraban gatos, los cuales eran considerados como deidades. Los romanos tenían costumbres muy similares al tratar con la pérdida de una mascota. El Cimetière des Chiens ubicado en Asnières-sur-Seine dentro de París, es un cementerio de mascotas detalladamente esculpido, posiblemente la primera necrópolis de animales en el mundo.
Determinada cultura personal de cariño hacia sus animales, decide, sin embargo, enterrar a sus mascotas en el jardín de su vivienda. Existen nichos semicerrados donde se puede visitar a los animales fallecidos, contando cada uno con una placa de identidad con su foto.